# Georgetown (Kentucky)
Georgetown es una ciudad ubicada en el condado de Scott en el estado estadounidense de Kentucky. En el Censo de 2010 tenía una población de 29098 habitantes y una densidad poblacional de 701,87 personas por km².

## Geografía
Georgetown se encuentra ubicada en las coordenadas 38°13′29″N 84°32′54″O / 38.22472, -84.54833. Según la Oficina del Censo de los Estados Unidos, Georgetown tiene una superficie total de 41.46 km², de la cual 41.04 km² corresponden a tierra firme y (1.01%) 0.42 km² es agua.

## Demografía
Según el censo de 2010, había 29098 personas residiendo en Georgetown. La densidad de población era de 701,87 hab./km². De los 29098 habitantes, Georgetown estaba compuesto por el 87.46% blancos, el 6.96% eran afroamericanos, el 0.27% eran amerindios, el 1.2% eran asiáticos, el 0.03% eran isleños del Pacífico, el 1.95% eran de otras razas y el 2.13% pertenecían a dos o más razas. Del total de la población el 4.3% eran hispanos o latinos de cualquier raza.